# Sternatia
Sternatia község (comune) Olaszország Puglia régiójában, Lecce megyében. Grecìa Salentina egyik települése. A város griko neve Chora vagy Starnaìtta.

## Fekvése
A Salentói-félszigeten fekszik, Lecce várostól néhány kilométerre déli irányban.

## Története
A település első írásos említése a 12. századból származik. A települést védő falakat 1334-ben építtették, akkori hűberurai a Del Balzók. 1352-ben a Soletói Grófság része lett. 1593-ban Girolamo Personè báró szerezte meg, 1733-ban pedig a Granafei család. 1806-ban vált önálló községgé, amikor a Nápolyi Királyságban felszámolták a feudalizmust. 

## Népessége
A népesség számának alakulása:

## Főbb látnivalói
- Palazzo Granafei - 18. századi barokk nemesi palota.